# Thierry Weil
Pour les articles homonymes, voir Weil.
 (novembre 2016).
Si vous disposez d'ouvrages ou d'articles de référence ou si vous connaissez des sites web de qualité traitant du thème abordé ici, merci de compléter l'article en donnant les références utiles à sa vérifiabilité et en les liant à la section « Notes et références ».
Thierry Weil, né le 16 juin 1959, est un universitaire français.
Il est notamment professeur de management de l'innovation à Mines ParisTech, titulaire de la chaire « Futurs de l'industrie et du travail ». Il a fondé en 2011 La Fabrique de l'Industrie, qu'il a dirigé jusqu'en 2017.

## Biographie
Polytechnicien (X78), titulaire d'une licence de philosophie et d'une licence de logique de l'université Paris I (1982), ingénieur au corps des mines (1983), docteur en physique de l'université Paris-VI (1987), habilité à diriger des recherches en gestion (2012), il conseille des entreprises et des institutions publiques sur le management de l'innovation et les politiques en faveur de l'innovation et de l'industrie ; il a été chercheur, ingénieur de développement et responsable technique chez Thales (1984-1990), directeur adjoint de l'École des mines de Paris (1991-1995), chargé de la recherche et des formations de troisième cycle, professeur invité à Stanford (1995-1996), conseiller technique au cabinet du Premier ministre Lionel Jospin (2000-2002), directeur de l'opération de prospective FutuRIS (2004-2005), président de l'Observatoire des sciences et des techniques (2008-2010), fondateur et délégué général de La Fabrique de l'Industrie (2011-2017).
Il est par ailleurs professeur associé au Cerna (Mines Paris PSL, Institut interdisciplinaire de l'innovation, CNRS) depuis 2002, fondateur et titulaire de la chaire FIT2 (Futurs de l'industrie et du travail, formation, innovation, territoires) depuis 2018, membre de l'Académie des technologies (depuis 2012) dont il est membre élu du Conseil académique depuis 2022 et dont il a été délégué à la communication en 2022.

## Principales publications

### Sur la Silicon Valley
- Des histoires de la Silicon Valley (Entreprises et Histoire, avril 2010)
- Quand les éléphants apprennent à danser avec les puces (Gérer et Comprendre, septembre 1997)

### Sur James March et la théorie des organisations
- Invitation à la lecture de James March, réflexions sur les processus de décision, d'apprentissage et de changement dans les organisations (Presses des mines, 2000, traduction anglaise Presses des mines 2022)
- Le leadership dans les organisations (J. March et T. Weil, Presses des mines, 2003, traduit en anglais, en italien, en coréen et en chinois)
- Stratégie d'entreprise (Presses des mines, 2008)

### Sur l'industrie et le travail
- Les pannes dans l'industrie (avec Vincent Rigal, Gérer et Comprendre, 1986)
- Les processus d'innovation : l'entreprise et son écosystème (avec François de Charentenay et Germain Sanz, FutuRIS, 2009)
- L'industrie est une aventure (avec Marie-Laure Cahier, Éditions Autrement, 2011)
- L'industrie française décroche-t-elle ?  (avec Pierre-Noël Giraud, La Documentation française, 2013)
- L'industrie, notre avenir (ouvrage collectif, co-dirigé avec Pierre Veltz, Eyrolles, 2015)
- Portraits de travailleurs, comprendre la qualité de la vie au travail (avec Diviyan Kalainathan, Olivier Goudet, Philippe Caillou, Michèle Sebag, Paola Tubaro et Emilie Bourdu), Presses des mines, 2017
- Le Travail en mouvement (ouvrage collectif, co-dirigé avec Emilie Bourdu, Michel Lallement, Pierre Veltz), Presses des mines, 2019, prix du jury AFCI
- Au-delà de l'entreprise libérée : enquête sur l'autonomie et ses contraintes (avec Anne-Sophie Dubey), Presses des mines, 2020.

### En sciences
- Equivalence between resonant tunneling and sequential tunneling in double‐barrier diodes (avec Børge Vinter), Applied physics letters 50 (18), 1281-1283, 1987
- Threshold current of single quantum well lasers: The role of the confining layers (avec J Nagle, S Hersee, M Krakowski, C Weisbuch, Applied physics letters 49 (20), 1325-1327, 1986)